# Étienne Guyon
Pour les articles homonymes, voir Guyon.
Étienne Guyon, né le 31 mars 1935 à Paris et mort le 13 juillet 2023 à Molières-Cavaillac dans le Gard,, est un physicien français, spécialiste de supraconductivité et d'hydrodynamique. Il est professeur à l'ESPCI ParisTech et directeur honoraire de l'École normale supérieure.

## Biographie
Étienne Guyon entre à l'École normale supérieure en 1955 et est lauréat du concours d'agrégation de physique. Il entre au laboratoire de physique des solides de la faculté des sciences d'Orsay. Il y prépare sous la direction de Pierre-Gilles de Gennes une thèse de doctorat ès sciences physiques sur la supraconductivité, thèse qu'il soutient en 1965. Il part ensuite travailler aux États-Unis à l'Université de Californie à Los Angeles (UCLA), il y étudie notamment les défauts dans les cristaux. Il revient en France où il est professeur à l'université Paris XI, puis il crée et dirige de 1978 à 1988 le laboratoire d'hydrodynamique et de mécanique physique à l'École supérieure de physique et de chimie industrielles de la ville de Paris où il étudie les superfluides, la dynamique des cristaux liquides, les phénomènes de chaos et de turbulence. Il préside également le centre d'orientation de la Cité des sciences et de l'industrie avant de devenir directeur du Palais de la découverte de 1988 à 1990. Étienne Guyon a formé un grand nombre de physiciens français dont Stéphane Roux, Élisabeth Charlaix ou Marc Fermigier dont il a dirigé les doctorats.
Il est directeur de l'École normale supérieure de 1990 à 2000.
À partir de 2000, Étienne Guyon est professeur à l'École supérieure de physique et de chimie industrielles de la ville de Paris où il étudie les milieux granulaires. Il s'engage pour la diffusion de la science au grand public et pour le rapprochement entre la communauté des mécaniciens et des physiciens.

## Distinctions
Étienne Guyon est lauréat du prix Louis-Ancel (1968) et du prix Jean-Ricard (1982) de la Société française de physique, du prix Roberval pour ses ouvrages Granites et fumées en 1998, et Matière et matériaux en 2011 ainsi que pour Du Merveilleux caché dans le quotidien en 2018.